# Skisprungsaison 1963/64

←1962/63 – 1963/64 – 1964/65→

Der Artikel über die Skisprungssaison 1963/64 ist eine Übersicht zu den wichtigsten Skisprungwettbewerben der Wintersportsaison 1963/64. Die Wettkämpfe bei den Olympischen Winterspielen in Innsbruck waren der Saisonhöhepunkt. In ihrem Schatten stand auch die Vierschanzentournee. Das Holmenkollen-Skifestival in Oslo war gegen Ende der Saison der bedeutendste Wettbewerb.
Die internationale Skiflug-Woche Mitte Februar 1964 in Oberstdorf verzeichnete nicht den erhofften Meldeerfolg, sodass einige Elitespringer nach den Olympischen Spielen dem Drei-Tages-Event fernblieben. Dennoch entwickelte sich die Woche zur Weltrekordjagd. Erst stellte der Schwede Kjell Sjöberg den bisherigen Rekord von 141 Metern ein, dann flog der Tschechoslowake Dalibor Motejlek einen Meter weiter. Sein Rekord hielt nur einen Tag: Dann stand der Italiener Nilo Zandanel seinen Flug auf 144 Metern. Der Architekt der Oberstdorfer Flugschanze Heini Klopfer war nicht überrascht: „Bei günstigen Verhältnissen sollten gute Springer auch auf etwa 160 Meter hinabfliegen können“, sagte er der PNP. „Die 144 Meter von Zandanel sind ein Zwischenergebnis.“
Das Springen vom Holmenkollbakken zog erneut die Massen an. „Im weiten Rund des Stadions hatten sich gegen 100.000 Zuschauer eingefunden, und auf der Ehrentribüne nahmen König Olav und Kronprinz Harald Platz“, schrieb die NZZ. Auch Neues Deutschland berichtete von einer solch hohen Besucherzahl. Zwei Tage vor dem Wettbewerb sprang Torgeir Brandtzæg im Training 97 Meter weit – eine inoffizielle Schanzenrekordweite. Den offiziellen Rekord sprang im Wettkampf der Finne Veikko Kankkonen mit einem Satz auf 87 Metern. Gemeinsam mit Toralf Engan sorgten die drei Springer über die Saison hinweg für spannende Wettkämpfe in der Spitze.
Zur Ermittlung einer gesamtdeutschen Olympiamannschaft gab es vier Qualifikationsspringen in Oberstdorf (26. Dezember 1963), Garmisch-Partenkirchen (28. Dezember 1963), Oberhof (7. Januar 1964) und Klingenthal (9. Januar 1964). Dort zeigte sich eine klare Überlegenheit der DDR. Es qualifizierten sich Dieter Neuendorf, Helmut Recknagel, Karl-Heinz Munk und Dieter Bokeloh sowie der westdeutsche Max Bolkart.

## Wettbewerbsübersicht

### A-Klasse-Springen
| Datum                | Austragungsort         | Schanze                        | Bemerkung                | Sieger            | Zweiter             | Dritter                                 | Beleg         |
| -------------------- | ---------------------- | ------------------------------ | ------------------------ | ----------------- | ------------------- | --------------------------------------- | ------------- |
| 29. Dezember 1963    | Oberstdorf             | Schattenbergschanze            | Vierschanzentournee      | Torbjørn Yggeseth | Antero Immonen      | Pjotr Kowalenko                         | [ 10 ] [ 11 ] |
| 1. Januar 1964       | Garmisch-Part.         | Große Olympiaschanze           | Vierschanzentournee      | Veikko Kankkonen  | Niilo Halonen       | Józef Przybyła                          | [ 12 ] [ 13 ] |
| 5. Januar 1964       | Innsbruck              | Bergiselschanze K81            | Vierschanzentournee      | Veikko Kankkonen  | Alexander Iwannikow | Józef Przybyła                          | [ 14 ] [ 15 ] |
| 6. Januar 1964       | Bischofshofen          | Paul-Außerleitner-Schanze      | Vierschanzentournee      | Baldur Preiml     | Veikko Kankkonen    | Torbjørn Yggeseth Helmut Recknagel      | [ 14 ] [ 16 ] |
|                      | Tournee-Gesamtwertung: | Tournee-Gesamtwertung:         | Vierschanzentournee      | Veikko Kankkonen  | Torbjørn Yggeseth   | Baldur Preiml                           | [ 14 ] [ 16 ] |
| 31. Januar 1964      | Seefeld                | Toni-Seelos-Olympiaschanze K78 | Olympische Winterspiele  | Veikko Kankkonen  | Toralf Engan        | Torgeir Brandtzæg                       | [ 17 ]        |
| 9. Februar 1964      | Innsbruck              | Bergiselschanze K81            | Olympische Winterspiele  | Toralf Engan      | Veikko Kankkonen    | Torgeir Brandtzæg                       | [ 18 ]        |
| 14.–16. Februar 1964 | Oberstdorf             | Heini-Klopfer-Skiflugschanze   | Skiflug-Woche            | Kjell Sjöberg     | Paavo Lukkariniemi  | Giacomo Aimoni Max Golser Nilo Zandanel | 1             |
| 8. März 1964         | Lahti                  | Intiaanikukkula                | Salpausselkä-Skispiele   | Veikko Kankkonen  | Torgeir Brandtzæg   | Niilo Halonen                           | [ 19 ] [ 20 ] |
| 15. März 1964        | Oslo                   | Holmenkollbakken               | Holmenkollen-Skifestival | Veikko Kankkonen  | Toralf Engan        | Bjørn Wirkola                           | [ 21 ] [ 3 ]  |

### Weitere internationale Springen
| Datum             | Austragungsort         | Schanze                    | Bemerkung                     | Sieger             | Zweiter            | Dritter             | Beleg         |
| ----------------- | ---------------------- | -------------------------- | ----------------------------- | ------------------ | ------------------ | ------------------- | ------------- |
| 26. Dezember 1963 | St. Moritz             | Olympiaschanze             | Weihnachtsspringen            | Giacomo Aimoni     | Heribert Schmid    | Ueli Scheidegger    | [ 27 ] [ 28 ] |
| 9. Januar 1964    | Ljubljana              | Skakalnica na Galetovem    | Memorial Branka Bozicka       | Peter Eržen        | Ludvik Zajc        | Peter Müller        | [ 29 ] [ 30 ] |
| 11. Januar 1964   | Semmering              | Liechtensteinschanze       | Kupus-Serie                   | Otto Leodolter     | Zbyněk Hubač       | Willi Egger         | [ 31 ] [ 32 ] |
| 19. Januar 1964   | Le Brassus             | La Chirurgienne            |                               | John Balfanz       | Heribert Schmid    | Nikolai Kisseljow   | [ 33 ] [ 34 ] |
| 19. Januar 1964   | Cortina d’Ampezzo      | Trampolino Italia K72      |                               | Josef Matouš       | Dalibor Motejlek   | Jiří Raška          | [ 35 ] [ 36 ] |
| 11. Februar 1964  | Berchtesgaden          | Kälbersteinschanze         |                               | Helmut Kurz        | Wolfgang Happle    | Helmut Wegscheider  | [ 37 ] [ 38 ] |
| 12. Februar 1964  | Garmisch-Part.         | Mittlere Olympiaschanze    | Kupus-Serie                   | John Balfanz       | Giacomo Aimoni     | Dalibor Motejlek    | [ 39 ] [ 38 ] |
| 14. Februar 1964  | Wisła                  | Malinka                    | Beskiden-Tour                 | Józef Przybyła     | Jiří Raška         | Erkki Pukka         | [ 40 ] [ 41 ] |
| 16. Februar 1964  | Szczyrk                | Skalite                    | Beskiden-Tour                 | Józef Przybyła     | Jiří Raška         | Erwin Fiedor        | [ 42 ] [ 22 ] |
|                   | Tournee-Gesamtwertung: | Tournee-Gesamtwertung:     | Beskiden-Tour                 | Józef Przybyła     | Jiří Raška         | Alfred Lesser       | [ 43 ]        |
| 16. Februar 1964  | La Bresse              | Tremplin Lispach           |                               | Reinhold Bachler   | Gilbert Poirot     | Alain Macle         | [ 44 ]        |
| 16. Februar 1964  | Westby                 | Snowflake                  |                               | Jacques Charland   | Matz Jenssen       | John Ryan           | [ 45 ] [ 46 ] |
| 16. Februar 1964  | Špindlerův Mlýn        | Svatý Petr                 | Universiade                   | Baldur Preiml      | Juri Subarew       | Andrzej Sztolf      | [ 47 ] [ 48 ] |
| 28. Februar 1964  | Harrachov              | Čerťák                     |                               | Josef Matouš       | Dalibor Motejlek   | Zbyněk Hubač        | [ 49 ]        |
| 29. Februar 1964  | Iron Mountain          | Pine Mountain Jump NS      |                               | Nilo Zandanel      | Frithjof Prydz     | Butch Wedin         | [ 50 ] [ 51 ] |
| 1. März 1964      | Iron Mountain          | Pine Mountain Jump GS      |                               | Gene Kotlarek      | Nilo Zandanel      | Butch Wedin         | [ 52 ] [ 53 ] |
| 29. Februar 1964  | Norwegen-Tournee       | Bærum                      | Skuibakken                    | Toralf Engan       | Torgeir Brandtzæg  | Hans Olav Sørensen  | [ 54 ] [ 55 ] |
| 1. März 1964      | Norwegen-Tournee       | Drammen                    | Drafnkollen                   | Torgeir Brandtzæg  | Toralf Engan       | Kjell Sjöberg       | [ 56 ] [ 57 ] |
|                   | Norwegen-Tournee       | Tournee-Gesamtwertung:     | Tournee-Gesamtwertung:        | Torgeir Brandtzæg  | Toralf Engan       | Kjell Sjöberg       | [ 56 ] [ 43 ] |
| 1. März 1964      | Kuopio                 | Puijo-Schanze              | Puijo-Winterspiele            | Veikko Kankkonen   | Pauli Ukkonen      | Antero Immonen      | [ 58 ] [ 59 ] |
| 7. März 1964      | Reit im Winkl          | Franz-Haslberger-Schanze   | Haslberger-Gedächtnisspringen | Gilbert Poirot     | Helmut Wegscheider | Max Bolkart         | [ 60 ] [ 61 ] |
| 7. März 1964      | Vikersund              | Vikersundbakken            |                               | Toralf Engan       | Bjørn Wirkola      | Christoffer Selbekk | [ 62 ] [ 63 ] |
| 8. März 1964      | Ruhpolding             | Große Zirmbergschanze      | Kongsberg-Cup 1               | Nilo Zandanel      | Helmut Wegscheider | Giacomo Aimoni      | [ 64 ] [ 65 ] |
| 9. März 1964      | Kouvola                | Palomäen Hyppyrimäki       |                               | Veikko Kankkonen   | Josef Matouš       | Peter Lesser        | [ 66 ] [ 43 ] |
| 10. März 1964     | Lappeenranta           | Huhtiniemen Hyppyrimäki    |                               | Veikko Kankkonen   | Josef Matouš       | Niilo Halonen       | [ 67 ] [ 43 ] |
| 16. März 1964     | Planica                | Skakalnica Stano Pelan K80 | Kupus-Serie                   | Helmut Wegscheider | Alfred Lesser      | Peter Müller        | [ 68 ] [ 69 ] |
| 21. März 1964     | Zakopane               | Wielka Krokiew             | Czech-Marusarzówna-Memorial   | Józef Przybyła     | Ryszard Witke      | Baldur Preiml       | [ 70 ] [ 71 ] |
| 22. März 1964     | Zakopane               | Wielka Krokiew             | Czech-Marusarzówna-Memorial   | Ryszard Witke      | Baldur Preiml      | Josef Matouš        | [ 72 ] [ 73 ] |
| 21. März 1964     | Mo i Rana              | Fageråsbakken NS           |                               | Johan Flytør       | Kjell Sjöberg      | Per Bjørnstad       | [ 74 ] [ 75 ] |
| 22. März 1964     | Mo i Rana              | Fageråsbakken GS           |                               | Toralf Engan       | Torgeir Brandtzæg  | Kjell Sjöberg       | [ 76 ] [ 77 ] |
| 22. März 1964     | Rovaniemi              | Ounasvaara-Schanze         |                               | Veikko Kankkonen   | Antero Immonen     | Dieter Neuendorf    | [ 78 ] [ 79 ] |
| 22. März 1964     | Feldberg               | Schanze im Fahler Loch     |                               | Helmut Wegscheider | Franz Keller       | Bruno De Zordo      | [ 80 ] [ 43 ] |
| 30. März 1964     | Sysslebäck             | Sysslebäcksbacken          |                               | Halvor Næs         | Josef Matouš       | Antero Immonen      | [ 81 ] [ 43 ] |
| 30. März 1964     | Oberwiesenthal         | Fichtelbergschanze         | Freie Presse Pokal            | Karl-Heinz Munk    | Dieter Bokeloh     | Dieter Neuendorf    | [ 82 ] [ 83 ] |
| 30. März 1964     | Kuusamo                | Rukatunturi-Schanze        |                               | Torgeir Brandtzæg  | Veikko Kankkonen   | Niilo Halonen       | [ 84 ] [ 85 ] |
| 5. April 1964     | Kiruna                 | Malmstabacken              | Schwedische Skispiele         | Torgeir Brandtzæg  | Josef Matouš       | Kjell Sjöberg       | [ 86 ] [ 87 ] |

## Schanzenrekorde
| Ort           | Schanze                      | Name               | Weite   | aufgestellt am    | Beleg         |
| ------------- | ---------------------------- | ------------------ | ------- | ----------------- | ------------- |
| St. Moritz    | Olympiaschanze               | Giacomo Aimoni     | 074,0 m | 26. Dezember 1963 | [ 28 ]        |
| St. Moritz    | Olympiaschanze               | Giacomo Aimoni     | 075,0 m | 26. Dezember 1963 | [ 28 ]        |
| Innsbruck     | Bergiselschanze              | Józef Przybyła     | 095,5 m | 5. Januar 1964    | [ 14 ] [ 15 ] |
| Bischofshofen | Paul-Außerleitner-Schanze    | Józef Przybyła     | 100,0 m | 6. Januar 1964    | [ 14 ] [ 16 ] |
| Ljubljana     | Skakalnica na Galetovem      | Ludvik Zajc        | 069,0 m | 9. Januar 1964    | [ 88 ]        |
| Semmering     | Liechtensteinschanze         | Zbyněk Hubač       | 072,5 m | 11. Januar 1964   | [ 89 ]        |
| Semmering     | Liechtensteinschanze         | Zbyněk Hubač       | 073,5 m | 11. Januar 1964   | [ 89 ]        |
| Seefeld       | Toni-Seelos-Olympiaschanze   | Josef Matouš       | 080,5 m | 31. Januar 1964   | [ 90 ]        |
| Oberstdorf    | Heini-Klopfer-Skiflugschanze | Kjell Sjöberg      | 141,0 m | 14. Februar 1964  | [ 91 ] [ 2 ]  |
| Oberstdorf    | Heini-Klopfer-Skiflugschanze | Dalibor Motejlek   | 142,0 m | 15. Februar 1964  | [ 2 ] [ 26 ]  |
| Oberstdorf    | Heini-Klopfer-Skiflugschanze | Nilo Zandanel      | 144,0 m | 16. Februar 1964  | [ 2 ] [ 26 ]  |
| Szczyrk       | Skalite                      | Józef Przybyła     | 073,0 m | 16. Februar 1964  |               |
| Szczyrk       | Skalite                      | Józef Przybyła     | 073,5 m | 16. Februar 1964  | [ 22 ]        |
| Bærum         | Skuibakken                   | Torgeir Brandtzæg  | 104,5 m | 1. März 1964      | [ 56 ] [ 57 ] |
| Lahti         | Intiaanikukkula              | Veikko Kankkonen   | 076,5 m | 8. März 1964      | [ 20 ]        |
| Lahti         | Intiaanikukkula              | Torgeir Brandtzæg  | 077,5 m | 8. März 1964      | [ 20 ]        |
| Oslo          | Holmenkollbakken             | Veikko Kankkonen   | 085,0 m | 15. März 1964     | [ 4 ]         |
| Oslo          | Holmenkollbakken             | Veikko Kankkonen   | 087,0 m | 15. März 1964     | [ 4 ]         |
| Planica       | Skakalnica Stano Pelan       | Helmut Wegscheider | 087,0 m | 16. März 1964     | [ 69 ]        |
| Meldal        | Kløvsteinbakken              | Toralf Engan       | 084,5 m | 21. März 1964     | [ 93 ] [ 94 ] |
| Sysslebäck    | Sysslebäcksbacken            | Halvor Næs         | 071,0 m | 30. März 1964     | [ 81 ]        |
| Kuusamo       | Rukatunturi-Schanze          | Torgeir Brandtzæg  | 108,0 m | 30. März 1964     | [ 95 ] [ 96 ] |
| Kuusamo       | Rukatunturi-Schanze          | Veikko Kankkonen   | 110,5 m | 30. März 1964     | [ 95 ] [ 96 ] |
| Kuusamo       | Rukatunturi-Schanze          | Torgeir Brandtzæg  | 112,5 m | 30. März 1964     | [ 95 ] [ 96 ] |